# 武部勤
武部 勤（たけべ つとむ、1941年〈昭和16年〉5月1日 - ）は、日本の政治家。社団法人日米平和・文化交流協会理事。公益財団法人東亜総研代表理事。
農林水産大臣（第32代）、衆議院議員（8期）、衆議院議院運営委員長（第63代）、自由民主党幹事長（第39代）、公益財団法人全日本ボウリング協会会長を歴任した。
衆議院議員の武部新は長男。タレントの田丸麻紀は義理の娘（次男の妻）。

## 来歴・人物
北海道斜里郡斜里町生まれ。父親は中華料理店主人。斜里町立斜里小学校、斜里町立斜里中学校、北海道斜里高等学校卒業後、早稲田大学第二法学部（夜学）に進学。その後、3年次に進級する際に第一学部に転部し、1964年に早稲田大学第一法学部を卒業する。卒業後、三木派事務所に就職。
1971年、北海道議会議員選挙に網走管内選挙区から出馬し、初当選。以後当選4回。4期目の任期途中の1983年、道議を辞職し第37回衆議院議員総選挙に旧北海道5区から保守系無所属で出馬するが、落選。その後中曽根康弘派の幹部だった渡辺美智雄の知遇を受け、1986年の第38回衆議院議員総選挙に再び旧北海道5区から自民党公認で出馬。選挙戦では渡辺の後ろ盾もあり、初当選を果たした（当選同期に鳩山由紀夫・斉藤斗志二・三原朝彦・村井仁・逢沢一郎・金子一義・武村正義・杉浦正健・園田博之・中山成彬・谷津義男・新井将敬・石破茂・笹川堯・井出正一・村上誠一郎など）。当選後しばらくは無派閥を通していたが、渡辺が中曽根派の代替わりにより自ら派閥を率いるにあたり、渡辺派に入会した。1991年11月、自民党農林部会長代理に就任。
1994年、羽田内閣総辞職に伴う首班指名選挙において、自民・社会・さきがけ3党は日本社会党委員長の村山富市を擁立するが、元首相の中曽根や渡辺らは猛反発し、旧連立与党側が擁立した、自民党を離党して立候補した海部俊樹への投票を呼びかける。武部も党本部の決定に造反し、海部に投票した（決選投票で村山が海部を破る）。1995年、渡辺美智雄の死去を受け、同じ渡辺の側近であった山崎拓を派閥領袖にすべく、山崎派結成のために奔走する。
小選挙区比例代表並立制導入に伴い、第41回衆議院議員総選挙以降は北海道12区から出馬。なお現在、北海道12区は全国で最も面積の広い選挙区である。(1996年当時は北海道第7区。)
2000年、第2次森内閣不信任決議案に加藤紘一、山崎拓らが賛成票を投じる動き（いわゆる加藤の乱）が表面化した際、加藤や山崎の動向を率先して党内に触れ回り、森派会長の小泉純一郎を加藤派・山崎派の造反議員の中でも取り分け痛烈に非難し、この頃は反小泉の急先鋒であった。結局、野中広務や古賀誠らが党内の引き締めを図り、加藤らの造反劇は失敗に終わる。2001年自由民主党総裁選挙においても、山崎派の中では派閥を挙げての小泉純一郎支持の動きに最後まで反対したものの、結局派閥会長であり、小泉の盟友でもあった山崎の意向を汲み、小泉に投票した。第1次小泉内閣で農林水産大臣に就任し、初当選から15年目で初入閣。
2003年、衆議院議院運営委員長に就任。2004年9月、自由民主党幹事長に就任。事前に武部の幹事長起用を予想した者はほぼ皆無で、サプライズ人事であった。同年の新語・流行語大賞には「サプライズ」が選ばれ、授賞式に登壇した。人事の背景には小泉の悲願である郵政民営化があったとされ、自らの意向に忠実に従ってくれる人物を起用したとされる。武部自身も「小泉のイエスマンに過ぎない」という批判を逆手に取り、「偉大なるイエスマン」を自認した。郵政民営化が焦点となった第44回衆議院議員総選挙では選挙対策の先頭に立ち、郵政民営化法案の採決に造反した議員に党の公認を与えず、対立候補を送り込む選挙戦略を展開し、自民党を大勝に導いた。総選挙後、2005年初当選組（小泉チルドレン）の教育係を務める。ポスト小泉をめぐる2006年自由民主党総裁選挙に出馬が取り沙汰されるも、不出馬。
幹事長退任後の2006年8月、ロシア・サンクトペテルブルクを訪問中に新人議員の育成を目的にした新たな議員グループを結成する意向を表明し、同年12月には新しい風を結成。なお、新しい風は純粋な派閥ではなく議員の集まりに過ぎず、武部も幹事長在任中以外は一貫して山崎派に籍を置いている。
2009年の第45回衆議院議員総選挙では北海道12区で民主党の松木謙公に初めて敗北を喫したが、重複立候補していた比例北海道ブロックで復活し、8選。
2012年、次の選挙には出馬せず、引退を表明。地盤は長男である武部新が引き継いだ。
2014年6月4日、在札幌モンゴル国名誉領事に就任。
2018年春の叙勲で旭日大綬章を受章。

## 政策・主張

### BSE問題
2002年、農林水産大臣在任中に発生したBSE問題では、問題を軽視して初動が遅れたことや不適切な発言が批判を受けた。特に、「感染源解明は酪農家にとってそんなに大きな問題なのか」や次々とBSEの影響が報道された後の記者会見では「そんなに慌てることは無いです。また更にBSEは発覚しますから」との発言や、「5年も10年も前の責任を私が取らないといけないわけではない」と辞任を否定したことから、強い批判を受けた。なお、参議院では否決されたものの問責決議案が提出されている。

### 郵政民営化
- 小泉純一郎首相が執念を燃やす郵政民営化に早い段階から賛成の意思を表明し、政調筆頭副会長時代に郵政民営化を盛り込んで作成した政権公約が小泉に評価され、2004年9月の党役員人事で自由民主党幹事長に抜擢、翌年にかけて郵政民営化に尽力した。
- 郵政民営化のPRのため、オリジナルの紙芝居を柴山昌彦と共同で作成してその意義を説いたが、世論の反応は総じて冷ややかなもので、三宅久之は「私のような人間でも古いと思うくらいだ！　紙芝居とは…」と酷評した。

## エピソード
- 実家は中華料理屋で、店名は「珍満」。
- かつては商業デザイナー志望で、特技は似顔絵描き。来客の似顔絵をその場で書き、贈ることもあるという。2005年にライブドアの堀江貴文の似顔絵を描き、そのイラストがライブドアの2005年9月期事業報告書の表紙、及び2006年の年賀状に使用されたため話題になった。高校時代は美術大学への進学も考えていたが、色弱が判明したためデザインの道を断念。
- 武部は渡辺美智雄の死後、山崎拓を派閥の領袖にすべく山崎派結成に奔走したが、山崎個人との繋がりは山崎派所属の議員の中では比較的希薄であり、渡辺派の後継派閥の結成に奔走したのは、渡辺の政策や思想を受け継ぐための受け皿を作るためだったとされる。そのため幹事長就任後は小泉の靖国神社参拝や郵政民営化について否定的な諫言を行う山崎に対し党執行部の側から強く反論し、山崎派内から反発を受けた。しかし幹事長退任後は山崎派への復帰を宣言し、実際に派に復帰している。
- 自由民主党幹事長就任後は「偉大なるイエスマン」を自認し、忠実に総裁・小泉純一郎の意向に従った。小泉もまた、参議院議員会長の青木幹雄や公明党代表の神崎武法から度々武部の更迭を求められたが、一貫して拒否し続けた。
- 浅草キッドが司会を務める『週刊アサ秘ジャーナル』の常連出演者である。
- 日中国会議員書画展へ書画を提供している[9]。

## 発言・行動
- 2004年10月15日、ニッポン放送のラジオ番組で、2004年アメリカ合衆国大統領選挙について、「（現職・共和党の）ブッシュ大統領でないと困る。（民主党の）ケリー氏は北朝鮮と二国間で交渉をやろうとしている。とんでもない話だ」とブッシュ候補を応援した。野党などは「内政干渉」と批判した[10]。
- 2004年12月10日、自衛隊のイラク派遣中、フリーターやニートに対して、「一度自衛隊にでも入って（イラクの）サマワみたいなところに行って、本当に緊張感を持って地元の皆さん方から感謝されて活動してみると、3カ月ぐらいで瞬く間に変わるのではないかと思う」と発言した[11]。
- 2005年8月、選挙期間中にフジテレビの『報道2001』に出演した際に「消費税は総理の任期が切れたら、すぐにでも上げるべき」という旨の発言をしたが、午後に事実上撤回した[12]。
- 2005年8月27日、「衆院選で自民党と公明党ががっちり組んで、政権を守り抜くことができれば、武部勤幹事長は留任だ」と自ら発言し[13]、のち撤回した[14]。 
  - 同じく選挙期間中に、公明党の太田昭宏が立候補した東京12区で「自民党と公明党は一つです！」と叫んでいる[15]。
- 2005年9月4日、郵政民営化法成立に反対し、第44回衆議院議員総選挙では静岡7区で片山さつきに敗れ落選した城内実を評して「たびたび問題があった。一言で言うと二重人格者じゃないかと。私はそう思っておりました」と発言。城内は「幹事長たる人が、個人を誹謗中傷する発言をしていないと固く信じている。だが、事実だとしたら遺憾だ」とコメントを発表[16]。
- 2005年12月5日、水戸市内で開かれた茨城県議会議員・山口武平のパーティーであいさつし「日本は天皇中心の国。中心がしっかりし、同時にみんなで支える国柄だ」と述べた[17][18]。
- 2006年1月17日、全国都道府県議会議長会と自民党三役との懇親会で、皇室典範改正法案に関して、「（皇室典範改正は明仁（今上）陛下のご意思だ」「こんなことを国会で議論すること自体、不敬な話なんだ」「（ある女性皇族は）天皇の側室の子だ」などと発言した。宮内庁総務課報道室は「天皇陛下におかれては、記者会見で、皇位継承制度は法律に基づく制度の問題で、国会で議論されることであり、発言を控えたいとお答えになっています」と全面的に否定しており、週刊新潮から「不敬な政治利用」と批判されている。
- 2006年1月23日、第44回衆議院議員総選挙に無所属で出馬したライブドア元社長の堀江貴文が証券取引法違反で逮捕された。武部は選挙中自民党幹事長としてわざわざ選挙区まで足を運んで応援演説に立ち、「小泉改革の体現者」「我が弟です! 息子です!」と褒め称えていただけに野党の批判の矢面に立たされた[19]。
- 2006年2月17日、衆議院予算委員会で民主党の永田寿康が質問したことで、いわゆる堀江メール問題が浮上。武部は国務大臣ではなかったため、国会の答弁席に立つことはなかったが、武部は幹事長会見で「事実無根」と完全に否定する。さらに、この電子メール自体の信憑性や証拠もないため、次男もこの電子メールにより名誉が傷付いたとして永田に対し告訴を検討した。最終的に民主党と永田側が全面的に事実無根と認め、謝罪した。
- 2006年4月、衆議院千葉7区補欠選挙において、自民党が擁立した齋藤健の応援に出向いた際、応援演説で「最初はグー、齋藤健」というフレーズを連発。元自由民主党総務会長の堀内光雄は「最初はグー、武部はパー」と皮肉り、このジョークを堀内から聞かされた三宅久之がテレビで紹介したために広まった。ただし同様のジョークは鴻池祥肇や舛添要一も口にしている。なお、この補欠選で齊藤は民主党の太田和美に敗れ落選している[20]。
- 2007年12月5日、衆議院議員・小野次郎のパーティーで挨拶した際、第45回衆議院議員総選挙の候補者の選定において、伊吹文明や古賀誠、菅義偉ら党執行部の選挙対策に関わる役員が小泉チルドレンを優遇しない姿勢について、「自分がかつて公認した議員が今回公認されないのなら、彼らを応援するには自分が党を出るしかない」と自らの離党をほのめかす発言を行ったが、党内からは冷ややかな声が聞かれた。小泉チルドレンの多くは第45回衆議院議員総選挙で比例上位の優遇措置を受けられず、大半が落選したが、武部は自民党に留まった。
- 2010年1月29日の鳩山由紀夫首相の施政方針演説に対し伊吹文明、村上誠一郎らと共にヤジを飛ばし続け（「命を守りたい」というフレーズに「約束を守れ」「守りたいのは政治生命じゃないのか」など。なお武部と村上は鳩山と同じ1986年衆院選当選同期である）、産経新聞の記事上で「最後までうるさかった」と酷評された[21]。

## 主な所属していた団体・議員連盟
- 神道政治連盟国会議員懇談会
- 日本会議国会議員懇談会
- みんなで靖国神社に参拝する国会議員の会
- 日韓議員連盟
- TPP交渉における国益を守り抜く会
- 日本・ベトナム友好議員連盟（会長）
- 日本・インドネシア国会議員連盟（会長代行）
- 日本・カンボジア友好議員連盟（幹事長）
- 海外建設技術促進議員連盟（幹事長）
- 下水道事業促進議員連盟（幹事長）
- 自由民主党バス議員連盟（幹事長）
- 自由民主党自動車整備議員連盟（幹事長）
- 北方領土返還・四島交流促進議連（会長）